# Baden-Württembergische Sportjugend
Die in Stuttgart ansässige Baden-Württembergische Sportjugend im Landessportverband Baden-Württemberg (BWSJ) ist die Jugendorganisation des Sports in Baden-Württemberg.
Sie vertritt die Interessen von über 1,6 Mio. junger Menschen bis 27 Jahre in 11.230 Sportvereinen Baden-Württembergs und ist damit die mitgliederstärkste Jugendorganisation im Land. Sie ist anerkannter Träger der freien Kinder- und Jugendhilfe in Deutschland, der außerschulischen Jugendbildung sowie Träger des „Freiwilligen Sozialen Jahres (FSJ) im Sport“, des Bundesfreiwilligendienstes (BFD) im Sport sowie des „FSJ Sport und Schule“. Die BWSJ richtet ihre Arbeit im Sinne des Kinder- und Jugendhilfegesetzes (KJHG), des Jugendbildungsgesetzes (JBG) sowie unter Berücksichtigung des Prinzips „Gender-Mainstreaming“ und Gleichstellung aus. Sie leistet gemeinnützige, förderliche Arbeit im Sinne der Landesverfassung Baden-Württemberg und unterhält auf Landesebene zahlreiche Kooperationen und Partnerschaften. Um die baden-württembergischen Interessen auf Bundesebene einzubringen, engagiert sich die BWSJ in verschiedenen Arbeitsfeldern ihrer Dachorganisation, die Deutsche Sportjugend.

## Aufgaben
Die BWSJ fördert die sportliche Jugendarbeit, die Behandlung der überfachlichen Jugendfragen von grundsätzlicher Bedeutung und die Vertretung der gemeinsamen Interessen der in den Sportvereinen organisierten Kinder und Jugendlichen. Darüber hinaus versteht sich die BWSJ auch als Fürsprecher für alle Kinder und Jugendlichen bei den Themen Bewegung, Sport und Spiel.
Der Verband vertritt die sport-/jugendpolitischen Interessen ihrer Mitglieder gegenüber Landtag, Landesregierung und anderen politischen und gesellschaftlichen Gruppierungen auf Landes- und Bundesebene. Sie unterstützt Sportvereine und Sportverbände im Bereich der Jugendarbeit durch Informationen, Konzeptionen, landesweite Modellmaßnahmen, Interessensvertretung im sport-/jugendpolitischen Raum, finanzielle Unterstützung durch Zuschüsse und Hilfe beim Aufbau von Kontakten und Netzwerken. Der Verband fördert dadurch die Jugendbildungsarbeit im Sport und wirkt auf eine adäquate Weiterentwicklung hin. Außerdem fördert sie die internationale Verständigung durch geeignete sport-/ jugendpolitische Maßnahmen.

## Arbeitsfelder
Die BWSJ ist das Portal der Jugendarbeit im Sport in Baden-Württemberg, das gesellschaftliche Entwicklungen erfasst, in geeignete jugend- und sportpolitische Angebote umsetzt und gleichzeitig über modellhafte Maßnahmen neue Impulse für die Jugendarbeit im Sport setzt.
Um ein gelingendes Aufwachsen von jungen Menschen zu begleiten, engagiert sich die BWSJ in verschiedenen Arbeitsfeldern:
- Kinder- und Jugendpolitik
- Jugendbildung
- Finanzen / Zuschüsse
- Soziales / Interkulturelles / Integration
- Gesundheit
- Partizipation / Ehrenamt
- Freiwilliges Soziales Jahr im Sport
- FSJ Sport und Schule
- Bundesfreiwilligendienst im Sport

## Mitglieder
Derzeitige Mitglieder sind:
- Badische Sportjugend Freiburg
- Badische Sportjugend Nord
- Württembergische Sportjugend

## Vorstand
Der Vorstand arbeitet im Rahmen der Beschlüsse des Jugendhauptausschusses. Er führt die laufenden Geschäfte des Verbands und ist insbesondere zuständig für alle Beratungen und Entscheidungen zur Erfüllung der Aufgaben nach § 2 der Jugendordnung, soweit diese nicht dem Jugendhauptausschuss vorbehalten sind. Die Amtszeit eines Vorstandsmitglieds beträgt drei Jahre; es bleibt aber unabhängig von der Amtszeit bis zu einer Neuwahl im Amt.
Der derzeitige Vorstand setzt sich aus folgenden Personen zusammen:
Vorsitzender:
- Jens Jakob

Mitglieder:
- n.n.
- Anne Köhler (stellv. Vorsitzende)
- Magnus Müler (stellv. Vorsitzender)
- Michael Holzwarth (Beisitzer)
- Christian Keipert (Beisitzer)
- Wolfgang Keller (Beisitzer)
- Tobias Dosch (Vertreter des JuniorTeams)
- Theresa Mauch (Vertreterin des JuniorTeams)[1]

## Geschäftsstelle
Seit dem 24. Januar 2005 hat der Verband seinen Sitz im SpOrt Stuttgart im Stuttgarter Sport- und Veranstaltungsgelände Neckarpark.

## Publikationen
Durch eigene Publikationen und der Beteiligung innerhalb der Publikationen des Landessportverbandes Baden-Württemberg informiert die Baden-Württembergische Sportjugend über ihre Arbeit und Wissenswertes rund um die Jugendarbeit im Sport.
Das Magazin „Sport in Baden-Württemberg“ des Landessportverbandes Baden-Württemberg erscheint monatlich.